# Восход (теплоход)
«Восход» (проекты 352 и 03521) — серия советских скоростных пассажирских судов на подводных крыльях. Эти суда предназначались для перевозок по рекам и водохранилищам. Хорошие мореходные качества позволяют «Восходам» выходить в прибрежные районы моря.

## История
«Восходы» создавались для замены более старых судов на подводных крыльях — «Ракет» и «Метеоров». Головное (первое) судно серии было построено в 1973 году. Строились «Восходы» на судостроительном заводе «Море» в Феодосии. Высокооборотные дизельные двигатели для теплохода поставлялись Ленинградским заводом «Звезда» и заводом «Барнаултрансмаш». В общей сложности к началу девяностых годов было построено более 150 «Восходов». В девяностых годах производство «Восходов» практически остановилось в связи с тяжёлым положением завода-производителя.

## Распространение

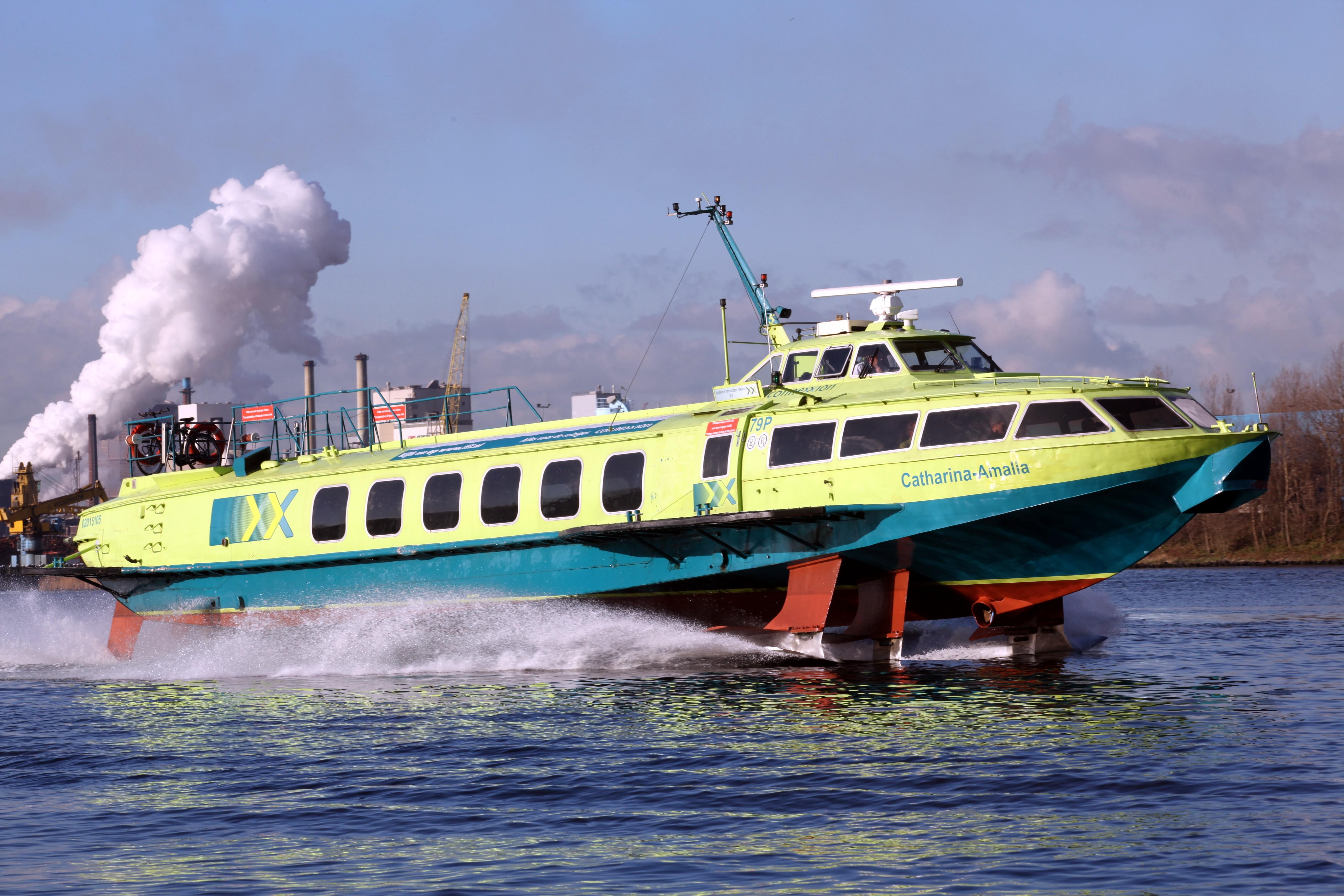
«Восход» в Нидерландах

Кроме Советского Союза, «Восходы» поставлялись ещё в восемнадцать других стран, в частности, в Канаду, Вьетнам, Китай, Нидерланды, Австрию, Венгрию, Болгарию, Таиланд, Турцию. В недавнее время «Восходы» строились по заказу нидерландской фирмы-оператора общественного транспорта Connexxion (эти «Восходы» относились к модификации Восход-2М FFF, также известной как «Еврофойл») .

### Нидерланды
В Нидерландах «Восходы» до 2014 года курсировали между Амстердамом и Велсеном. Поездка занимает полчаса. Эта переправа интегрирована с системой междугородных автобусов (фирма Connexxion является оператором общественного транспорта, в первую очередь — автобусов), она даже имеет свой номер — маршрут № 419, однако в целях рекламы Connexxion называет эту переправу Fast Flying Ferries. По соображением безопасности эксплуатация прекращена с 1 января 2014 года из-за вступления в силу новых законов по скоростным ограничениям.
Первоначально (линия открылась в 1998 году) на ней использовалось бывшие в употреблении «Восходы», купленные у Украины, в количестве четырёх экземпляров, 1 «Метеор» (Prins Willem-Alexander) и 1 «Полесье». В 2002 году по заказу Connexxion на судостроительном заводе «Море» построили три новых «Восхода» (№ 604, 605, 606, в Нидерландах они получили имена собственные: Rosanna, Karla и Catharina-Amalia). Два старых «Восхода» Connexxion продала, один, получивший название Annemarie, остался в резерве и выставлен на продажу.
В 2008 году был приобретён четвёртый «Восход-2М» № 607, достройка которого производилась в Нидерландах. Он получил имя Klaas Westdijk.

### Украина
В ноябре 2016 года два «Восхода» были протестированы на реках Днепр (между городами Херсон и Голая Пристань) и Южный Буг (между речными вокзалами Николаева). Вышеуказанными действиями в украинских водах аграрная компания НИБУЛОН возобновила движение судов на подводных крыльях. В начале 2018 года данные модели корабля «Восход» («НИБУЛОН-Экспресс — 1», «НИБУЛОН-Экспресс — 2») составляли половину пассажирского флота агрохолдинга.

## Катастрофы
- 27 августа 2000 года «Восход-42», совершавший рейс Пермь — Набережные Челны, врезался в баржу. Погибли 6 человек[6].
- В июле 2003 года «сделав рейс до Бора, прогулочный экраноплан „Волга-2“ возвращался к речному вокзалу. Однако до причала он не дошёл буквально двух десятков метров, повстречавшись с судном на подводных крыльях „Восход“. Как говорили очевидцы, пилот „Волги“, видимо, решил полихачить и не стал сворачивать на безопасное расстояние. И мощные волны, которые создал „Восход“, шутя перевернули маленький катерок. Экраноплан с пассажирами быстро пошёл ко дну. Из воды вытащили всех тонущих людей. Двоих мужчин увезли в больницу № 5. Один из них скончался от черепно-мозговой травмы, многочисленных переломов, сильнейшего травматического шока»[7].
- В сентябре 2007 года «Восход-60» налетел в тумане на скалистый левый берег реки Енисей, в районе островов «Кораблик» и «Барочка». Жертв не было, пассажиры отделались ушибами. Повреждены крылья и днище[8].
- 6 июля 2016 года на реке Волга в черте города Самара столкнулись теплоход «Восход-8» и моторная лодка «Прогресс-4», погибли 21-летняя девушка и 71-летний водитель «Прогресса-4» — он скончался в реанимации[9].